# Vâlcănești
Vâlcănești is een Roemeense gemeente in het district Prahova.
Vâlcănești telt 4037 inwoners.